# 蒙特雷森特 (密歇根州)
蒙特雷森特（英語：Monterey Center）是位於美國密歇根州阿勒根縣的一個非建制地區。

## 地理
蒙特雷森特所處的海拔為高於海平面274米（即899英呎），而該地所採用的時區為UTC-5，即北美东部時區（EST）。同時該地設有夏令時間，為UTC-5調快一小時，即UTC-4（EDT）。